# Route nationale 4 (Francia)
La route nationale 4 (RN 4 o N 4) è una strada nazionale lunga 446 km che parte da Parigi e termina alla frontiera tedesca dopo Strasburgo.

## Percorso
Comincia a Porte de Bercy nella capitale francese, inizialmente con il nome di D604. Dopo Pontault-Combault e Ozoir-la-Ferrière non incontra più città per un lungo tratto. Entra nella regione del Grande Est, dove passa per Vitry-le-François e Saint-Dizier. A Toul si immette nella A31 e, a Nancy, continua come A33; il vecchio tracciato è stato invece declassato a D400.
Dopo Lunéville si dirige a nord-est fino a Sarrebourg. Da Phalsbourg la strada è stata declassata a D1004, nome con cui attraversa Saverne e, virando a sud-est, raggiunge Strasburgo, città dopo la quale ha fine sulla frontiera con la Germania, in corrispondenza del Ponte dell'Europa sul Reno. In territorio tedesco la strada continua come Bundesstraße 28.